# 斯托克斯山码头

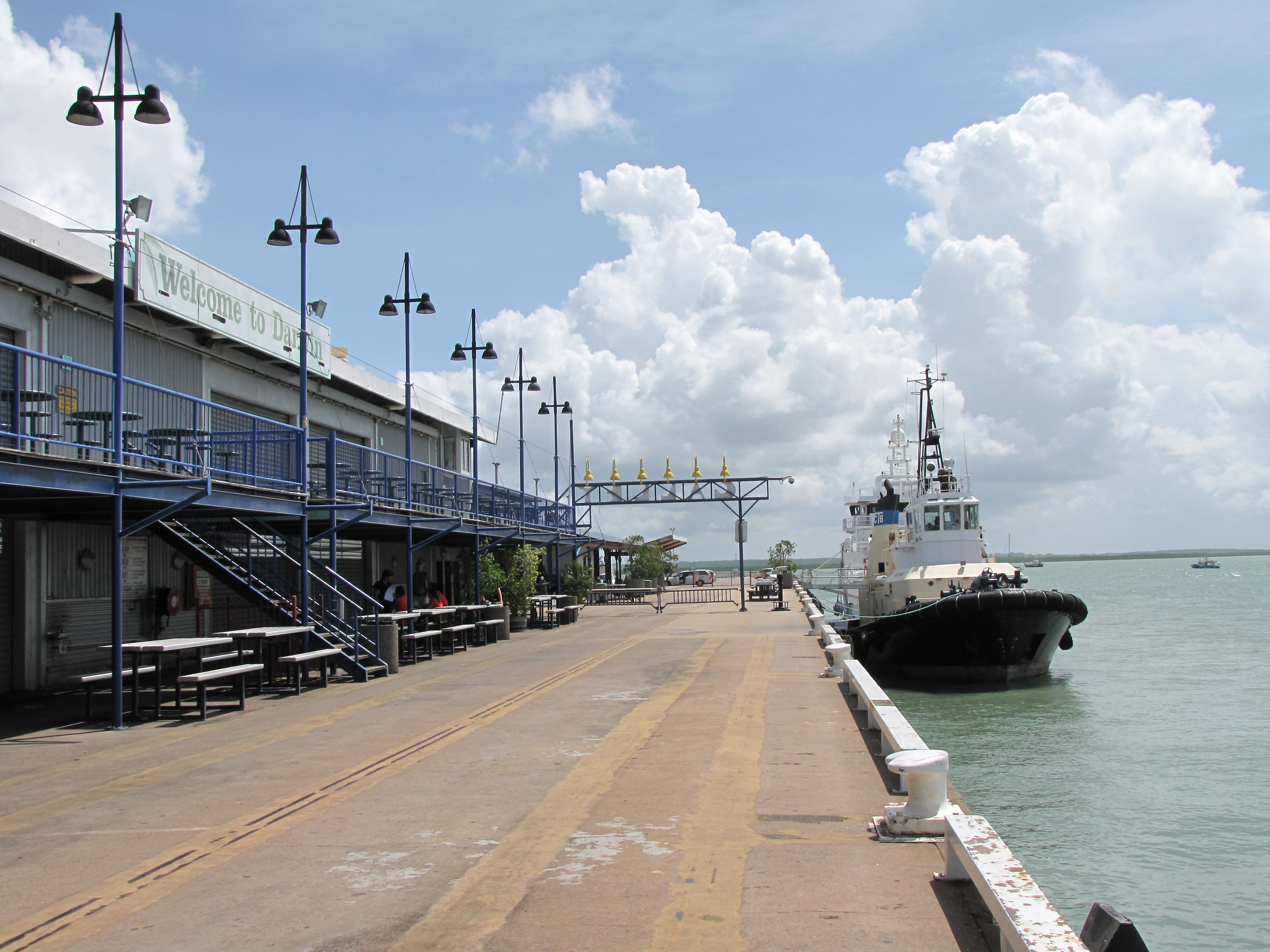
达尔文的斯托克斯山码头

斯托克斯山码头（Stokes Hill Wharf）是澳大利亚北領地达尔文的一個码头，該碼頭名字來自於碼頭周圍的斯托克斯山（Stokes Hill）。1839年，小獵犬號的指挥官约翰·克莱门茨·威克汉姆以該船的前任指挥官普林格·斯托克斯的名字命名了斯托克斯山。碼頭共建立過3次。第一次建立於1885年至1886年，當時稱為达尔文港码头或铁路码头。1897年，由于人們擔心码头會坍塌，於是將碼頭關閉。同年碼頭因受到旋風影響以及船蛆的侵蚀而倒塌。